# Oronogo
Oronogo is een plaats (city) in de Amerikaanse staat Missouri, en valt bestuurlijk gezien onder Jasper County.

## Demografie
Bij de volkstelling in 2000 werd het aantal inwoners vastgesteld op 976.
In 2006 is het aantal inwoners door het United States Census Bureau geschat op 2000, een stijging van 1024 (104,9%).

## Geografie
Volgens het United States Census Bureau beslaat de plaats een oppervlakte van
5,3 km², waarvan 5,2 km² land en 0,1 km² water.

## Plaatsen in de nabije omgeving
De onderstaande figuur toont nabijgelegen plaatsen in een straal van 8 km rond Oronogo.